# Мамрійський дуб

Авраамів дуб у Палестині — фото з альбому Фелікса Бонфілса «Види Єгипту, Палестини та Сирії» зроблене між 1867—1871 роками.

Мамрійський дуб або Мамврійський дуб, теж відомий як Авраамів дуб або Сібтський дуб — кількатисячолітнє дерево, залишки котрого перебувають на відстані близько трьох кілометрів від Хеврона, який пов'язують із подіями, описаними в Книзі Буття. Уважають єдиним деревом, що залишилось від діброви Мамре, де проживав біблійний патріарх Авраам та тим самим, коло якого була його зустріч із Богом у виді трьох янголів Протягом століть його шанували юдеї, християни й мусульмани.

## Визначення
У єврейському тексті Книги Буття Старого Заповіту (Танаху) використано слово «елонеі», що є множиною він «елон» та може бути як формою слова «алон» — дуб, так і «ела» — теребін. У грецькому перекладі Біблії Септуаґінті множина замінена на однину «τῇ δρυΐ» — дуб. Йосиф Флавій згадує як про «дуб Авраама», так і про теребін, хоч із контексту залишається не зрозумілим, чи йдеться там про те саме дерево. В опрічних, більш пізніх, перекладах Книги Буття зустрічаємо слово теребін. У рамках дендрологічної систематики дерево відносять до виду «Quercus pseudo-coccifera» — колючий вічнозелений дуб.
Єврейський оригінал назви Мамре (івр. מַמְרֵא) у грецькій Септуагінті був перекладений як Мамвре (Μαμβρῇ), тому інколи дерево називають Мамврійським або Мамбрійським дубом.

## Згадки у Біблії
Уперше в Старому Заповіті про мамрійський дуб сказано в 12-му розділі Книги Буття:  «І Аврам узяв Сару, свою жінку, та Лота, сина брата свого, і ввесь маєток, який набули, і людей, що їх набули у Харані, та й вийшли, щоб піти до Краю ханаанського. І до Краю ханаанського вони прибули. І пройшов Аврам по Краю аж до місця Сихему, аж до дуба Мамре».
Найважливіша згадка про мамрійський дуб є у 18-му розділі, про те, як Авраама відвідав Бог у виді трьох ангелів. «Бог з'явився йому коло дуба у Мамре, як він сидів при вході до намету під час денної спеки. Підвів він свої очі і побачив трьох чоловіків, що стояли перед ним. Як тільки він їх побачив, побіг від входу намету їм назустріч і вклонився до землі та сказав: Господи, якщо я нині знайшов ласку в твоїх очах, не минай, прохаю, слуги твого. Нехай принесуть трохи води, помийте собі ноги, відпочиньте під деревом. Я ж принесу хліба, щоб ви покріпились, а потім підете: на те ж бо й зайшли до вашого слуги»
Поява Бога як трьох осіб відповідала християнському вченню про Трійцю, тому поява ангелів Авраамові коло мамрійського дуба стала поширеною темою християнського релігійного мистецтва та іконопису.

## Згадки у інших джерелах

Дерево у місцевості Мамре на Мадабській карті VI століття

Авраамове дерево згадує у своїх працях Йосиф Флавій та пізніші історики та релігійні діячі, як-от: Єронім, Бордоський пілігрим та Євсевій. Найбільш повно воно описано в історика V століття Созомена. У 4 розділі II книги своєї «Церковної історії» він згадує дерево як місце великого ярмарку та релігійного вшанування од євреїв, язичників та християн. За словами Созомена, мамрійський дуб був цінним «для євреїв, бо вони гордились свої походженням від Авраама, для язичників, бо ангели тут з'явились людям, а для християн тому, що Той, хто заради спасіння людства народився від Діви, перед тим явив Себе тут благочестивому чоловікові». Протягом ярмарку відбувались різні язичницькі церемонії, а релігійна активність християн не була впорядкована, тож поряд з деревом побудували монастир, який уцілів під час арабського завоювання. На Мадабській катрі VI століття є зображення великого дерева в місцевості Мамре, яке, напевно, позначає дуб Авраама. У період Єрусалимського королівства мамрійський дуб був частиною монастиря святої Трійці, котрий збудували були хрестоносці. Чернігівський ігумен Данило у своїх записах згадує про мощення з білого мармуру, що було викладене навкруги дуба та нагадувало церковну підлогу та колодязь, який Авраам вирив на місці, що був показав Бог.

## Загибель дерева
Уважали, що життя Авраамого дуба пов'язане із життям всього світу і його загибель стане передвісником приходу Антихриста та наступного кінця світу. Тому увага до стану дерева серед вірян авраамічних релігій завсіди була висока та мала есхатологічних характер.
У 1868 році керівник російської духовної місії у Єрусалимі Антонін Капустін, який викупив був ділянку із мамрійським дубом, обстежив дерево. Подальші події описані у книзі священика В. Брегеда «Шляхи паломництва Святою Землею»: «На перших порах в часи архімандрита Антоніна, коли звели перші будівлі та упорядковували територію, дуже багато уваги звертали на догляд за Мамврійським дубом. Особливо намагались частіше поливати його. Від такого посиленого догляду дуб чомусь почав чахнути. На це відразу звернув увагу архімандрит Антонін».

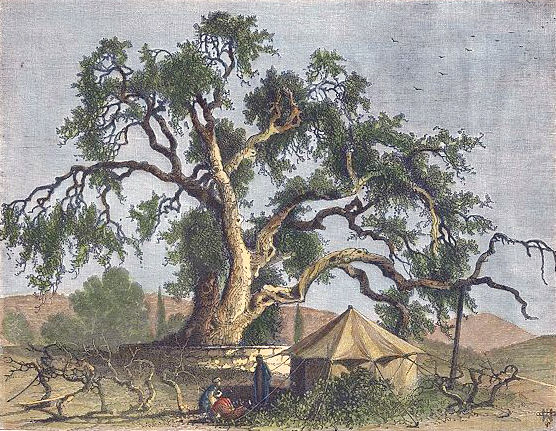
1875 рік
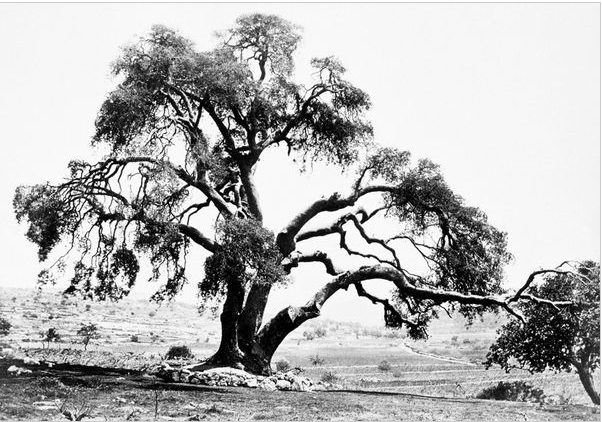
близько 1890-го року
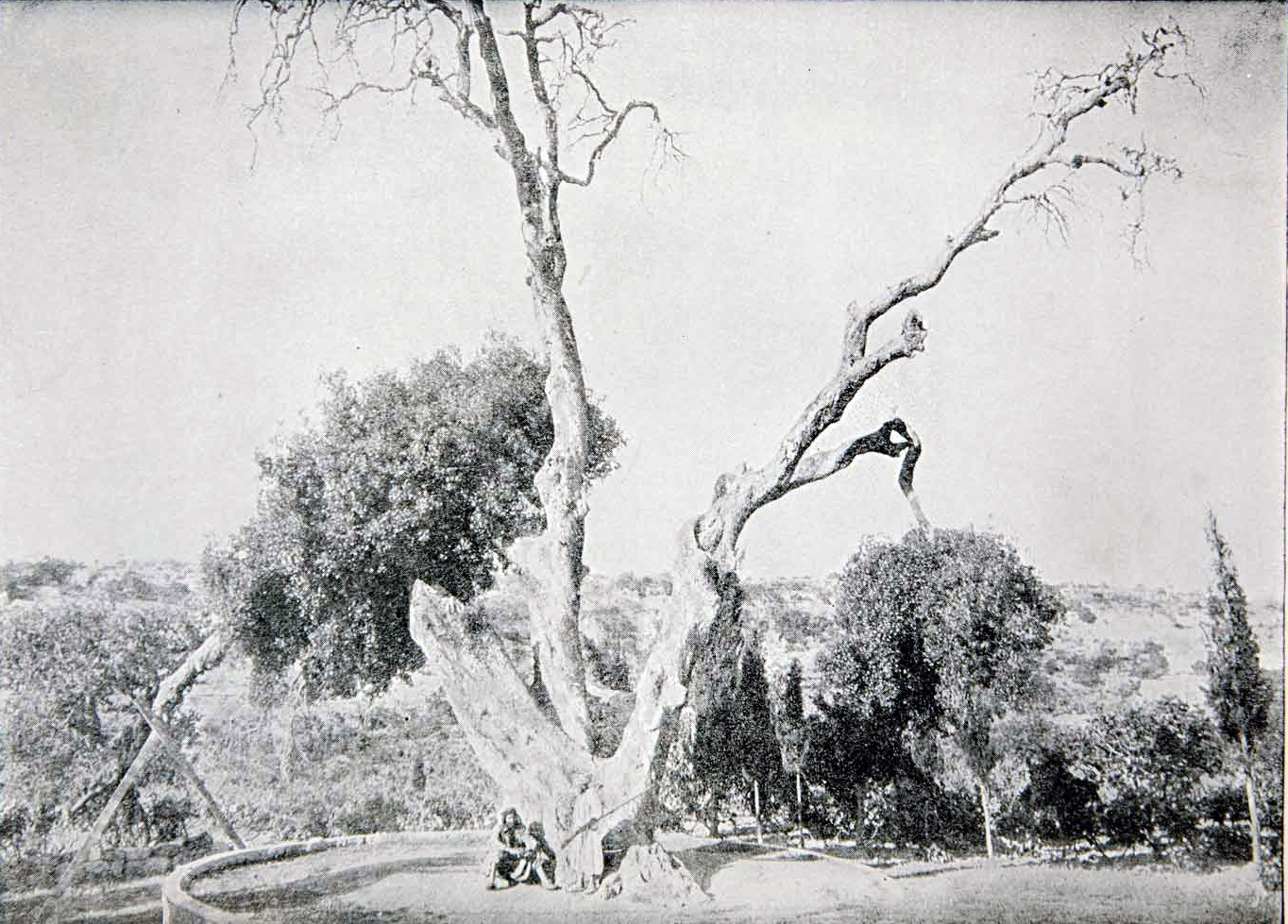
1897 рік
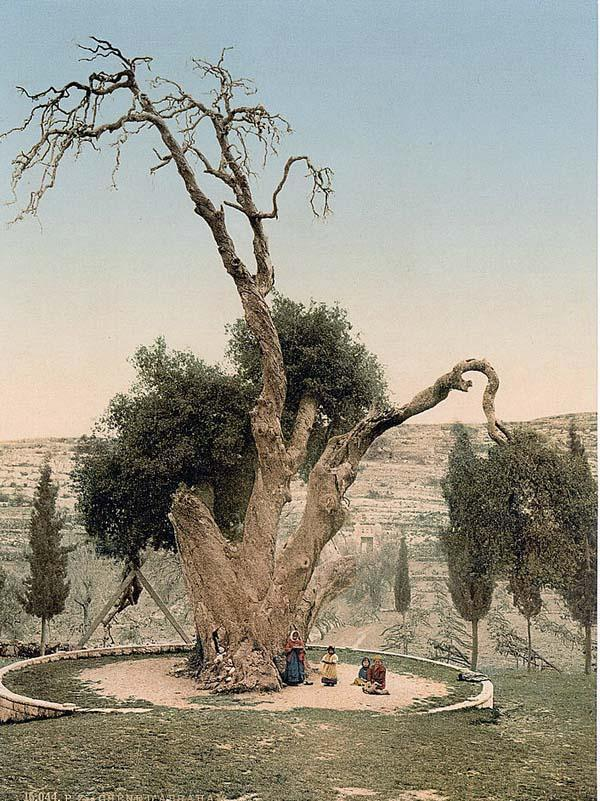
1900 рік
1910 рік
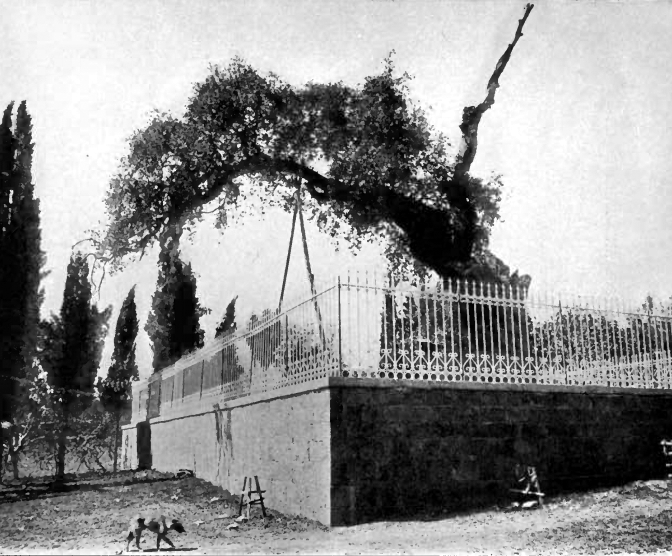
1919 рік
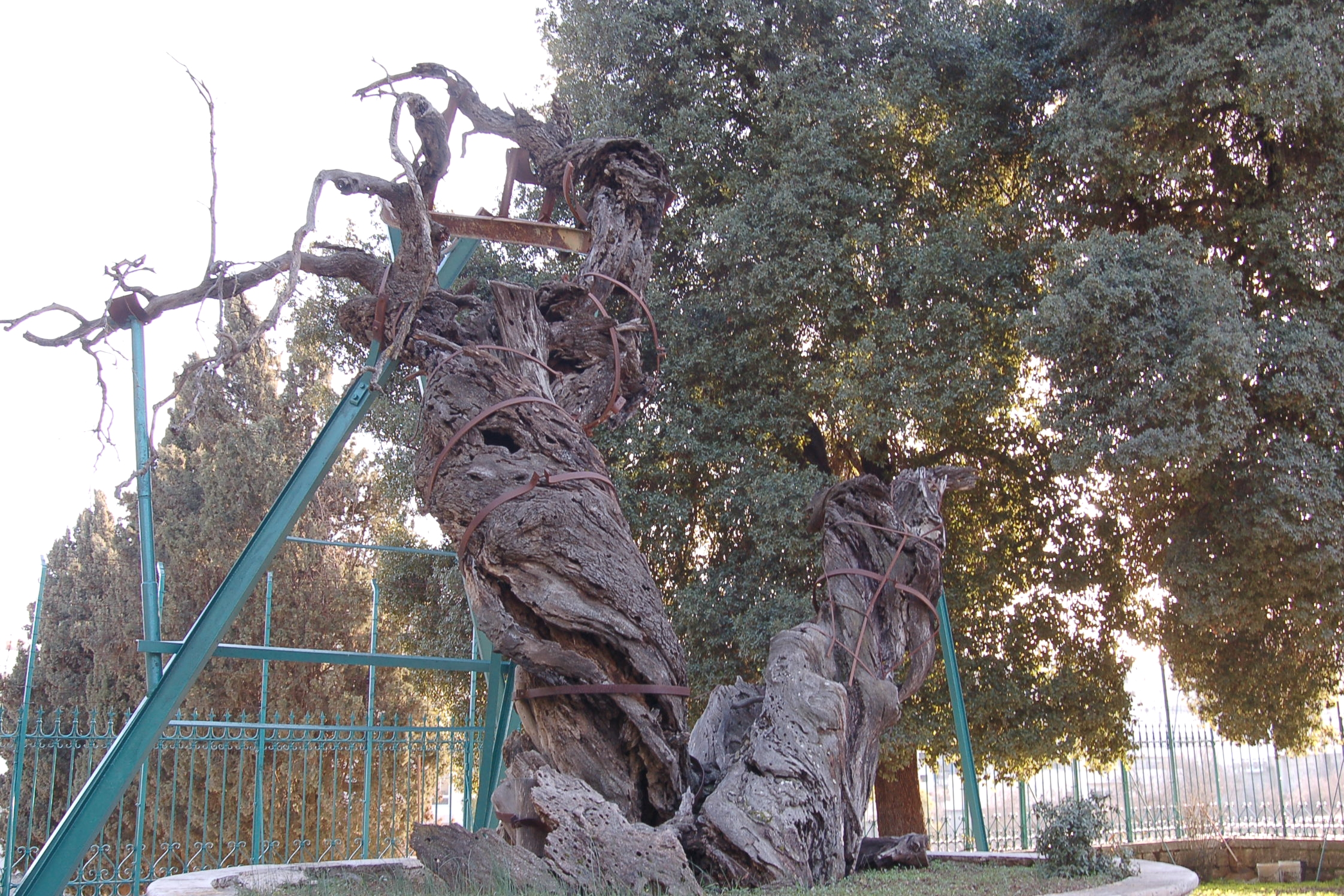
2008 рік

Після Жовтневої революції у Росії територія навколо мамрійського дуба на 80 років переходить у відання Російської православної церкви закордоном. У цей час дерево далі вмирало, однак до середини 1990-х на його гілках ще росли поодинокі листки. У 1997 році влада Палестинської автономії провела поліцейську операцію із примусового виселення монахів та монахинь РПЦЗ та передала дерево Російській православній церкві Московського патріархату Цього ж року на Авраамовому дубі не з'явилось жодного листка і він був визнаний мертвим.. Професор ботаніки Єврейського університету Авішаль Шмеда пов'язав повну загибель мамрійського дуба із будівництвом довкруж нього бетонної стіни, за допомогою якої російський монастир Святої Трійці намагався його врятувати, натомість зовсім знищивши залишки коріння.